# Daniel Akenine
Daniel Akenine, född 17 januari 1974, är en svensk författare, IT-profil och tidigare forskare inom neurofysik. Han blev 2008 utvald av Computer Sweden till en av "Sveriges tio skarpaste utvecklare / IT-arkitekter" och samma år utsedd till nationell teknik- och säkerhetschef för Microsoft. Sedan 2023 ledamot av Kungliga Ingenjörsvetenskapsakademin.
2015 blev han utnämnd till IASA Fellow - vilket anses vara den högsta internationella utmärkelsen man kan få inom IT-arkitektur med bland annat Grady Booch som tidigare mottagare. 2018 beskrev tidningarna Ny Teknik och Voister  Akenine som en av utvecklarna till tekniken bakom blockkedjan. Daniel var ledamot i regeringens digitaliseringsråd mellan 2019 och 2023, som leds av Sveriges digitaliseringsminister. Han har även blivit utsedd av TechSverige och IDG till en av Sveriges 50 mest inflytelserika inom tech.

## Biografi
Akenine är civilingenjör från Lunds tekniska högskola där han studerade teknisk fysik, ekonomi och juridik. Efter sin examen från LTH började Akenine sin karriär i en forskargrupp på Karolinska Institutet där han arbetade med matematiska modelleringar av den mänskliga hjärnan. Under en senare period på KTH utvecklade Akenine en av världens första anonymiseringstjänster för internetanvändare. Tjänsten blev så pass populär att den senare köptes av ett kanadensiskt företag. Under sin tid på Nasdaq/Stockholmsbörsen skapade han och patenterade kryptoalgoritmen SecureLog som idag används, i huvudsak inom finanssektorn, för att skydda digitala loggar från manipulation.
Akenine är tidigare ordförande för Sveriges IT-arkitekter som han var med och grundade 2007 och varit ledande i att definiera och forma rollen som IT-arkitekt i Sverige. Han är debattör och föreläsare främst inom ämnet IT och personlig integritet och publicerade 2014 en debattartikel i SvD där han föreslår en ny typ av regelverk för hantering av vår personliga information. Han har varit ledamot i regeringens samordningsråd för säkerhet och integritet i smarta elnät samt i ISO:s internationella expertkommitté för molnstandarder.

## Författarskap
Efter att ha skrivit främst fackböcker debuterade Akenine 2014 med den skönlitterära boken 11 gram sanning. Romanen handlar om hur en man, vid namn Simian, med hjälp av Big Data, psykologi och matematik lyckas manipulera vår värld mot en förutbestämd framtid. Rättigheterna till boken såldes till USA innan den blev publicerad och Akenine blev utsedd av Aftonbladet som en av tre debutanter att inte missa under 2014.